# Alejandro Céspedes Resines

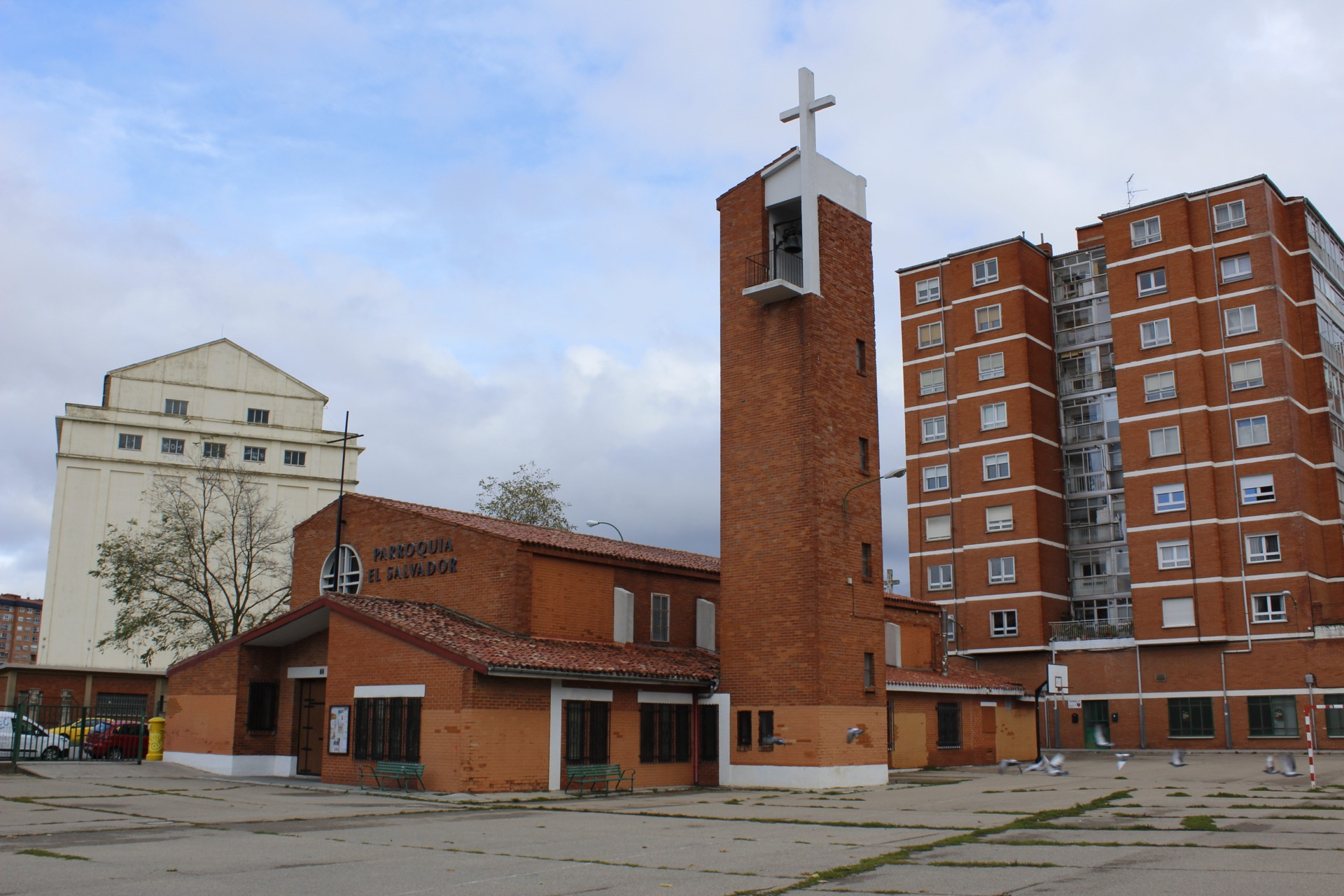
Iglesia de El Salvador de Capiscol, en la que fue párroco Alejandro Céspedes Resines.

Alejandro Céspedes Resines (Medina de Pomar, 1933 - Burgos, 2010) fue un sacerdote, músico y folklorista que desarrolló su actividad en la ciudad de Burgos y en la provincia homónima.
Párroco de la iglesia de El Salvador desde su creación en 1969 hasta el año 2000, impulsó en el barrio de Capiscol la enseñanza de la dulzaina y la fabricación de ese instrumento. Creó la Escuela de Dulzaineros de Capiscol y esa actividad, desarrollada en lo que entonces era un barrio humilde y períférico, será el origen de la posterior Escuela Municipal de Dulzaina (que se encuentra en la calle San Lorenzo de Capiscol).
Fue miembro del Orfeón Burgalés y buena parte de su actividad musical estuvo centrada en la recopilación de canciones y danzas autóctonas.
Persona polifacética, también promovió la recuperación de las campanas y los campaneros e impulsó la Escolanía de la Catedral. 
Respecto al barrio de Capiscol, además de su apoyo a la dulzaina fundó el primer consejo de barrio de Burgos e impulsó numerosas actividades de participación ciudadana como la tradición de "pingar el Mayo" (labor social que le valió el título de Buen Vecino en 1989). También bajo su orientación se recuperó la fiesta de la "Maya".

## Publicaciones
- Céspedes Resines, Alejandro: Canciones y danzas de nuestra tierra. Diputación Provincial de Burgos, Burgos, 1987. ISBN 978-84-505-5577-6